# Plutomurus
Plutomurus (лат.) — род коллембол из подсемейства Tomocerinae семейства Tomoceridae, включающий более 20 видов, многие из которых троглобионтные.

## Распространение
Европа, Азия, Северная Америка.

## Описание
Мелкие насекомые (длиной в несколько мм), обитающие в почве, а также в пещерах.
Глаза редуцированные или отсутствуют (формула: от 6+6 до 0+0). Половой диморфизм отсутствует. Более 20 видов. В Европе около 10 видов, на Кавказе — 5 видов.
- Plutomurus abchasicus Martynova, 1969[5] — Абхазия (пещеры)
- Plutomurus baschkiricus (Skorikow, 1900) — Европа (пещеры)
- Plutomurus belozerovi  Martynova, 1979 — Россия, Сахалин (в почве)
- Plutomurus birsteini Djanashvili & Barjadze, 2011 — Грузия (пещеры)[2]
- Plutomurus borealis  Suma, 1981 — Япония (в почве)
- Plutomurus brevimucronatus  (Denis, 1928)
- Plutomurus californicus (Folsom, J. W., 1913)
  - Syn.: Tritomurus oregonensis Denis, 1928
- Plutomurus carpaticus Rusek & Weiner 1977[6]
- Plutomurus diversispinus  Yosii, R, 1966
- Plutomurus edaphicus  Yosii, 1967 — Япония (в почве)
- Plutomurus grahami  Christiansen, 1980 — США (пещеры и почвы)
- Plutomurus gul Yosii, 1966 — Южная Корея (пещеры)
- Plutomurus iwatensis Yoshii, 1991
- Plutomurus jeleznovodski Kniss & Thibaud, 1999 — Россия, Северный Кавказ (пещеры)
- Plutomurus kelasuricus  Martynova, 1969[5] — Грузия (пещеры)
- Plutomurus ortobalaganensis Jordana et al., 2012 — Абхазия (пещеры)
- Plutomurus sorosi Kniss & Thibaud, 1999 — Россия (пещеры)
- Plutomurus unidentatus (Borner, 1901) — Европа (пещеры)
- Plutomurus vigintiferispina Lee, 1974 — Южная Корея (пещеры)
- Plutomurus  wilkeyi Christiansen, 1964 — США (пещеры)